# Buford (Wyoming)
Pour les articles homonymes, voir Buford.
La ville américaine de Buford est située dans le comté d'Albany, dans l'État du Wyoming.
Avec une superficie de 4 hectares, elle est considérée comme la plus petite ville des États-Unis.

## Histoire
Fondée en 1866, elle porte ce nom en l'honneur de John Buford, officier de cavalerie de l'armée des États-Unis au XIXe siècle. À l'époque où elle sert de relais ferroviaire, la ville compte plus de 2 000 habitants,,.
En 1869, le dix-huitième président des États-Unis, Ulysses S. Grant, a fait une visite de Buford pendant son mandat, puis le criminel américain Butch Cassidy y a été capturé après avoir braqué le commerce le plus important.
Dans les années 1980, Don Sammons emménage à Buford avec sa femme et son fils. Devenu maire, il achète la ville en 1992 puis devient l'unique habitant de ce lieu, après la mort de son épouse et le départ de son fils pour le Colorado,.
En mars 2012, Don Sammons met la ville aux enchères pour 100 000 dollars, dans le but de se rapprocher de l'habitation de son fils,. Buford est vendu le mois suivant pour la somme de 900 000 dollars, à un Vietnamien originaire de Hô-Chi-Minh-Ville, ancien Việt Cộng souhaitant se racheter auprès de l'opinion publique américaine.

## Habitations et commerces
Composition de la ville :
- Une maison avec trois chambres
- Un garage
- Une station essence
- Une échoppe qui fait bureau de poste
- Une école datant de 1905

## Source
- (en) Cet article est partiellement ou en totalité issu de l’article de Wikipédia en anglais intitulé « PhinDeli, Wyoming » (voir la liste des auteurs).